# The Flash (film)
Pour les articles homonymes, voir Flash (série télévisée, 2014), The Flash (série animée) et Flash (DC Comics).
Série DC Extended Universe
Shazam! La Rage des Dieux
(2023) Blue Beetle
(2023)
Pour plus de détails, voir Fiche technique et Distribution.
The Flash, ou Flash au Québec, est un film américain réalisé par Andrés Muschietti, sorti en 2023.
Treizième film du DC Extended Universe, il met en scène le personnage du même nom édité par DC Comics. Il s'agit du premier long métrage consacré au personnage de Barry Allen, créé par Robert Kanigher et Carmine Infantino. Le film marque également le retour de Michael Keaton en tant que Batman, 31 ans après la sortie de Batman : Le Défi en 1992.
Le film a été longtemps en gestation et de nombreux réalisateurs se sont succédé à la tête de ce projet. Le tournage débute finalement en mars 2021 sous la direction d'Andrés Muschietti.
En 2022, avec l'arrivée de James Gunn et Peter Safran à la tête de la direction de DC Studios, le film sert à faire « rebooter » partiellement au DC Extended Universe, en conservant certains aspects tels que Peacemaker pour laisser place à celui imaginé par Gunn et Safran[pas clair].
Le super-héros Flash, Barry Allen, jongle entre son identité secrète et son emploi dans un laboratoire de l'identité judiciaire. Incapable de se remettre de certains événements passés (la mort de sa mère dont son père est accusé à tort), il se découvre la capacité de voyager dans le temps et l'utilise pour empêcher le meurtre de sa mère Nora. Mais il cause ainsi involontairement des changements qui ont pour conséquence la création d'un univers alternatif,. Il se retrouve alors coincé dans ce nouvel univers dépourvu de méta-humains et dans lequel une version du Général Zod ressuscité menace à nouveau le sort de l'Humanité. Il fait donc appel à son jeune alter-ego, à un Batman plus âgé et à Supergirl, une naufragée kryptonienne retenue prisonnière afin de sauver le monde de cette menace et de retourner dans son propre univers.

## Synopsis
En 2022, cinq ans après l'affrontement entre la Justice League et Steppenwolf, à Central City, Barry Allen reçoit un appel d'Alfred Pennyworth. Ce dernier avait tenté de joindre Superman et Wonder Woman, mais Superman était occupé ailleurs et Diana était injoignable. Bruce Wayne a besoin de l'aide de Barry à l'Hôpital Général de Gotham City, à la suite d'un braquage qui a mal tourné. Barry, bien qu'il soit en retard pour se rendre à son travail, accepte de l'aider. Il enfile rapidement son nouveau costume (créé par Bruce et Alfred) et fonce en direction de Gotham. Une fois sur place, Barry constate que l'hôpital est en train de s'écrouler et commence à sauver des gens autour du périmètre. Au même moment, Batman arrive à bord du Flying Fox et quitte le transport en chevauchant le Batcycle à la poursuite des braqueurs. Par émetteur-récepteur, il informe Barry que le fils de Carmine Falcone (Alberto Falcone) a volé avec trois complices un virus mortel au laboratoire de l'hôpital. Bruce les a pris en flagrant délit mais ils ont fui en faisant tout exploser. Il laisse Barry gérer l'hôpital pendant que lui est à la poursuite de Falcone.
Dans la tour de l'hôpital, Barry réussit à sauver une infirmière, des bébés et un chien. Sur un des ponts de Gotham, l'un des hommes de Falcone tire sur un camion-citerne, le faisant se renverser et exploser devant Batman, qui est éjecté du Batcycle. Utilisant sa cape comme planeur, Batman sort son pistolet à grappin pour s'accrocher au véhicule de Falcone alors qu'il est traîné sur le pont. Au sommet du véhicule, Batman commence à faire sortir les hommes de Falcone un par un, y compris le conducteur. Le véhicule quitte rapidement le pont et tombe dans l'océan. Heureusement, Batman utilise son pistolet pour s'accrocher au pont pendant qu'il tient Falcone, qui a menotté à sa main une mallette contenant le virus. Désespéré, Alfred l'informe que si la mallette tombe dans l'eau, le virus anéantira la moitié de la population de Gotham. Alors que le crochet du grappin se détache, Diana apparaît à temps et utilise le lasso d'Hestia pour les sauver tous les deux et les ramener sur le pont. Juste après, Barry arrive. Soumis à la magie du lasso, Bruce commence à exprimer des sentiments personnels à Diana. Barry tente de lui enlever le lasso mais en le touchant, il est lui aussi envouté et révèle qu'il est encore vierge. Diana leur dit au revoir et s'envole.
Peu après, Barry retourne à Central City et arrive à son travail, au centre de recherche de criminologie. Après la fin de son travail, Barry croise Iris West, une ancienne camarade au cours de ses études à la fac. Elle lui parle de son père, Henry Allen, qui est toujours en détention à Iron Heights (après avoir été jugé coupable du meurtre en 2004 de son épouse, Nora, qu'il n'a pas commis) doit passer en appel le lendemain. Le soir, de retour chez lui, Barry reçoit une clé USB de la part de Bruce Wayne. La clé contient des images de télésurveillance d'un supermarché où son père est censé être présent au moment du meurtre de sa mère. Il téléphone à son père et pendant qu'il lui parle, il visionne les images que contient la clé. Mais malgré l'amélioration des images grâce à un nouveau logiciel créé par Bruce, Barry constate que son père reste la tête baissée, le visage caché par la visière de sa casquette. Dans la nuit, Barry retourne devant sa maison d'enfance, où il se remémore l'assassinat de sa mère alors qu'Henry était absent, car il était au supermarché pour acheter une boîte de sauce tomate que Nora avait oublié d'acheter plus tôt. Submergé par la tristesse, Barry se met à courir le plus vite qu'il peut et arrive à voyager dans le passé par inadvertance, ce qui le fait entrer dans le « Chronobowl », une sorte de vortex temporel qui prend la forme d'un amphithéâtre. Il se retrouve alors pendant l'attaque à Gotham plus tôt dans la journée.
De retour dans le présent, il explique à Bruce son expérience et ce dernier mentionne que Barry avait déjà remonté le temps à Pozharnov, mais Barry précise que ce n'était que pour une seconde. Bruce explique à Barry qu'en imaginant qu'il peut dépasser la vitesse de la lumière et de pouvoir du même coup retourner dans le passé cela serait totalement irresponsable. Barry n'est pas d'accord. Bruce précise que s'il s'aventurait dans le passé, toute interaction qu'il aurait avec ses parents ou lui-même ou bien le moindre faux pas qu'il risquerait de faire pourrait mener à l'effet papillon. Barry suggère qu'il aurait une chance de sauver Nora, voire même Thomas et Martha Wayne. Bruce tente de le persuader de ne pas revivre son passé et de continuer à vivre sa vie. Après qu'Iris lui a rendu visite et discuté avec lui, Barry trouve une solution pour sauver Nora sans entrer en interaction avec elle : il suffit qu'il mette la boîte de sauce tomate dans le caddie de Nora lorsqu'elle était au supermarché plus tôt dans la journée. Avec ce changement, Henry n'aurait alors jamais été au supermarché pour récupérer la boîte de sauce tomate lors du meurtre de Nora, et serait donc à la maison pour la protéger. Barry remonte alors le temps jusqu'en 2004 et met la boîte de sauce tomate dans le caddie de sa mère.
Malheureusement, lors du retour vers le présent, Barry est projeté hors du Chronobowl après avoir été attaqué par un mystérieux individu. Il atterrit devant ce qui semble être chez lui. Il entre dans la cuisine et y découvre sa mère, qui n'est pas morte. Peu après, Barry fait la rencontre inattendue de son double, qui est âgé de dix-huit ans dans cette réalité alternative. Il lui explique la situation puis découvre que la date du jour n'est autre que le 29 septembre 2013. C'est le jour où il a obtenu dans sa réalité ses pouvoirs dans un accident de laboratoire, après avoir été frappé par la foudre, mélangée avec des produits chimiques. Barry comprend que son double n'obtiendra alors jamais ses pouvoirs si Nora est encore en vie, ce qui pourrait lui faire perdre ses pouvoirs dans le futur. Les deux Barry se rendent alors le soir au labo de criminologie de Central City pour reproduire l'accident.
Tout se produit comme prévu mais le Barry âgé est frappé par la foudre. Il perd ses pouvoirs tandis que le jeune Barry les obtient. Barry est désormais coincé dans le passé de cet univers. Le lendemain matin, tous les deux se rendent au parc de Central City. Barry prête à sa version plus jeune une bague spéciale où son nouveau costume est miniaturisé à l'intérieur. Lorsque le jeune Barry appuie sur le bouton de la bague, les molécules de soie se déroulent et absorbent les gaz atmosphériques, ce qui rend au costume sa taille normale. Il enfile ensuite le costume afin de pouvoir utiliser ses pouvoirs sans risquer de mourir. Au même instant, le monde entier assiste à la diffusion du message menaçant du général Zod. Il se trouve que le soir où Barry a reçu ses pouvoirs est la veille du jour où Zod arrive sur Terre. Barry envisage alors de trouver toute la Justice League. De retour chez le jeune Barry, Barry mène des recherches sur internet. Mais Diana est introuvable, Victor Stone n'a pas encore eu son accident et Arthur Curry n'est jamais né. Après que Barry a appris par sa jeune version et trois de ses amis, qui sont présents, que son changement dans le passé eut plus de conséquences qu'il ne l'imaginait, il se rend compte qu'il a complètement détraqué l'univers. Les deux Barry décident alors de se rendre à Gotham, pour aller trouver de l'aide auprès de Batman, qui lui existe.
Au Manoir Wayne, le duo fait la rencontre d'un Bruce Wayne totalement différent. Barry explique la situation à Bruce. Ce dernier en conclut que lorsque Barry a remonté le temps et changé le passé, il a créé un pivot et s'est placé dans un autre flux temporel avec un nouveau futur et un nouveau passé. C'est rétrocausal. Ça marche dans les deux sens. Même dans des sens multiples. Il ajoute que si on manipule le continuum espace-temps, on finit par se retrouver avec le multivers, où certains flux s'étendent presque en parallèle, avec des croisements qui sont inévitables. Et d'autres qui sont follement divergents. Bruce leur révèle que dans cet univers, il n'est plus Batman, car après avoir combattu le crime jusqu'au début des années 2000, Gotham est devenu l'une des villes les plus sûres au monde. Avec la fin de son combat, Bruce a décidé de vivre en ermite dans son manoir. Le duo requiert son aide, pour qu'il les aide à trouver Superman et vaincre Zod, ce qu'il refuse. Après avoir découvert la Batcave. Barry réussit à convaincre Bruce une dernière fois de se joindre à eux. Grâce à des informations confidentielles de la NASA récoltées par Wayne Enterprises, Barry découvre que Superman est désigné comme « Sujet Zéro » et qu'il est retenu prisonnier par un groupe de mercenaires dans un site noir (prison secrète) en Sibérie. Batman et les deux Barry se rendent alors en Sibérie à bord du Batwing.
Sur place, l'équipe infiltre le site, qui est une ancienne base soviétique. Après que Batman a neutralisé les mercenaires russes, l'équipe découvre une énorme capsule sécurisée. À l'intérieur, elle découvre non pas Kal-El, mais une kryptonienne très affaiblie qui est emprisonnée depuis deux ans. Elle porte une tenue de prison avec les mots « la plus dangereuse » sur le devant. À côté d'elle, se trouve une combinaison presque semblable à celle que porte Superman. L'équipe finit par être encerclée par des mercenaires à l'extérieur de la base. Cependant, grâce aux rayonnements solaires, la kryptonienne parvient à récupérer suffisamment de ses pouvoirs surhumains pour les éliminer, permettant à l'équipe de s'enfuir et de la ramener au Manoir Wayne.
Au Manoir, la kryptonienne révèle qu'elle se nomme Kara Zor-El, la fille de Zor-El, l'oncle de Kal-El. Elle explique que Kal venait de naître quand ils ont tous les deux fui Krypton. Elle a été chargée de protéger son cousin. Mais durant leur voyage vers la Terre, leurs capsules se sont apparemment séparées, elle ignore donc où se trouve Kal. Elle apprend par les deux Barry que Zod est sur Terre. Après avoir récupéré l'intégralité de ses pouvoirs sur le toit du Manoir, Kara décide de partir car elle ne souhaite pas aider les humains, qui l'ont capturée et enfermée dès son arrivée. Alors qu'elle découvre ses capacités de vol, Kara se rend à la base Edwards où l'armée doit rencontrer Zod après avoir capté une transmission radio provenant de là-bas. Sur place, elle voit le Black Zero suspendu au-dessus de la base. Elle agrandit sa vision et voit quatre vaisseaux de transport kryptoniens et un autre plus grand qui atterrissent. Zod sort de ce dernier, accompagné de Faora-Ul. Zod, constatant que les Terriens n'ont pas ramené l'individu kryptonien comme il l'avait demandé, interprète cela comme un acte de guerre. Un immense affrontement éclate alors entre les Kryptoniens et les soldats humains.
Pendant ce temps, Barry propose à Bruce une solution pour qu'il récupère ses pouvoirs : recréer artificiellement les conditions de l'accident du labo. Après plusieurs tentatives dans la Batcave, l'expérience échoue et Barry est au bord de la mort. Kara, qui est de retour, accepte finalement d'aider le trio à vaincre Zod et décide alors d'emmener Barry jusqu'au cœur de la tempête. Il réussit à retrouver ses pouvoirs. Le jeune Barry, qui s'est fait son propre costume à partir d'un vieux Bat-costume, redonne la bague à sa version plus âgée, qui enfile à nouveau son costume. L'équipe, qui s'est baptisée la Justice League, est désormais prête à affronter Zod. Elle se rend au lieu du combat à bord du Batwing.
En plein affrontement, les deux Barry décident de se charger des forces kryptoniennes tandis que Batman, à bord du Batwing, sert de distraction et d'attaque aérienne. Kara part alors à la rencontre de Zod. Une fois face à elle, Zod enclenche le processus de terraformation, avec le Black Zero au-dessus de Metropolis et la machine à gravité au-dessus de l'océan Indien, à partir d'un dispositif de gantelet dans son armure. Il explique à Kara que son oncle, Jor-El, a caché la clé de la renaissance de Krypton (le Codex) au sein d'un enfant kryptonien. Dans l'ADN de celui-ci a été codé tout le matériel génétique utile au renouveau des Kryptoniens. L'enfant a été envoyé sur Terre dans une capsule de secours. Lorsque Kara lui dit qu'il a échoué, puisque Kal-El n'est pas là, Zod lui révèle qu'ils ont intercepté la capsule et ont récupéré Kal. Mais ce n'était pas lui dont Zod avait besoin, car il est convaincu que le Codex se trouve dans le sang de Kara. Cette dernière demande alors ce qu'il a fait à Kal. Elle apprend qu'après avoir tenté d'extraire le Codex de son sang, le nourrisson n'a pas survécu. Enragée par l'annonce de la mort de son cousin, elle affronte Zod.
Alors que les héros semblent prendre le dessus, Kara se fait poignarder par Zod. Ce dernier place ensuite un appareil sur Kara qui lui enfonce une aiguille dans la poitrine: il se trouve que Zod avait raison au sujet de Kara, car l'appareil extrait le Codex. L'extraction tue Kara sur le coup. Batman meurt lui aussi après s'être sacrifié en s'écrasant sur le plus grand vaisseau de transport kryptonien, ce qui causa sa mort, mais le vaisseau ne fut pas détruit à cause d'un bouclier. Le jeune Barry, n'acceptant pas que ses amis meurent, remonte le temps plus tôt pendant le combat. Une fois en arrière, Barry avertit Batman que le vaisseau a un bouclier, alors ce dernier choisit d'abandonner sa cible initiale et s'attaque à Nam-Ek (le Kryptonien géant). Nam se précipite sur le Batwing, le détruisant, obligeant Batman à s'échapper après avoir essayé de le secouer du jet en vain. Heureusement pour lui, Batman a volé avec sa cape. Au même moment, le jeune Barry tente d'aider Kara à vaincre Zod, mais elle se fait encore tuer. De retour au sol après le crash du Batwing, Batman tend une embuscade à Nam et tente de perforer son armure à l'aide d'explosifs, mais finit par être brutalement jeté au sol. Ensanglanté mais sans peur, Batman active un dernier explosif sur Nam et le rendit inconscient. Finalement, Batman succombe à ses blessures et meurt encore une fois. Nam se relève à nouveau et les deux Barry lancent des éclairs sur lui, qui font exploser son armure. C'est alors que Faora-Ul arrive et se confronte au jeune Barry. Ce dernier réussit à la tuer à l'aide d'un bout de l'armure de Nam qui s'était enfoncé dans son avant-bras.
Barry tente de faire comprendre à sa version plus jeune que la mort de leurs amis est un croisement inévitable, et que la Terre de cet univers est donc condamnée à devenir une nouvelle Krypton. Le jeune Barry, fou de rage, continue à remonter le temps pour essayer de sauver Kara à plusieurs reprises et commence alors à devenir de plus en plus violent et est de plus en plus recouvert de morceaux d'armures kryptoniennes. Barry est alors soudainement attaqué par le mystérieux individu qui l'a éjecté du Chronobowl. Il s'agit en réalité d'une version futuriste du jeune Barry, qui a désespérément continué à essayer d'empêcher la mort de Kara. Celui-ci explique à Barry le paradoxe infini qui a mené à sa propre création. Les multiples retours dans le passé et changements faits ont alors provoqué des collisions entre plusieurs réalités dans le multivers. Alors que Barry a l'intention de retourner en 2004 pour laisser Nora se faire assassiner afin d'arranger les choses, le vieux Barry tente de l'en empêcher en l'attaquant. Finalement, le jeune Barry décide de se sacrifier en se faisant tuer par son alter-ego du futur. Ce dernier finit donc par disparaître, ce qui rétablit l'ordre dans le multivers.
Barry, désormais seul, décide de retourner en 2004. Il retourne au supermarché et fait alors la rencontre de Nora. Sans lui révéler son identité, il lui explique le manque qu'il ressent pour sa mère. Après une discussion émouvante avec elle, Barry prend la boîte verte de sauce tomate du caddie de sa mère et la remet parmi les autres boîtes de l'étagère. Il regarde ensuite en direction d'une des caméras. Après ça, il retourne dans sa temporalité.
De retour chez lui, Barry se rend compte que c'est le jour où son père passe en appel. Il arrive en retard au tribunal. L'avocat d'Henry présente à la cour la vidéosurveillance du supermarché, qui a été améliorée grâce au nouveau logiciel de Wayne Enterprises. L'avocat semble confiant, car cette fois, on distingue le visage d'Henry. En effet, lorsqu'il était dans le passé, Barry a placé les boîtes vertes de sauce tomate sur une étagère plus haute pour faire en sorte que son père lève la tête vers la caméra. Barry, à la sortie du palais de justice avec Iris, reçoit un appel de Bruce. Mais à l'arrivée de ce dernier, Barry découvre qu'il s'agit d'un nouveau Bruce Wayne.
Scène post-générique
Barry sort d'un bar près de chez lui avec un Arthur Curry ivre. Barry lui explique les univers qu'il a vus lors de son voyage dans le passé, en évoquant les trois versions différentes de Batman. Arthur coupe court à son explication et lui demande si dans cette autre temporalité il est toujours le même. Cependant, ne voulant pas lui révéler qu'il n'y était jamais né et que son père, Thomas Curry, avait donné son nom à l'un de ses chiens, lui fait croire que oui. Mais alors que Barry tente de lui faire comprendre les différences qu'il y a entre sa temporalité et celle-ci, Arthur s'écroule au sol dans une flaque d'eau. Ce dernier est trop soûl et veut encore une bière. Il refile à Barry une bague ornée d'un joyau atlante afin qu'il aille acheter la bière. Toutefois, Arthur commence à s'endormir. Barry préfère alors le laisser sur place et rentre chez lui avec la bague.

## Fiche technique
Sauf indication contraire, les informations mentionnées dans cette section peuvent être confirmées par la base de données cinématographiques IMDb,  présente dans la section « Liens externes ».
- Titre original et français : The Flash
- Titre québécois : Flash[12]
- Réalisation : Andrés Muschietti
- Scénario : Christina Hodson, d'après les personnages créés par Robert Kanigher et Carmine Infantino
- Musique : Benjamin Wallfisch
- Direction artistique : Adam Squires
- Décors : Paul D. Austerberry
- Costumes : Alexandra Byrne
- Photographie : Henry Braham
- Montage : Jason Ballantine et Paul Machliss
- Production : Michael Disco et Barbara Muschietti
- Production déléguée : Toby Emmerich, Walter Hamada, Marianne Jenkins et Galen Vaisman
- Sociétés de production : DC Films, The Disco Factory et Double Dream
- Société de distribution : Warner Bros.
- Budget : 220 millions de $
- Pays de production :  États-Unis
- Langue originale : anglais
- Format : couleur
- Genres : super-héros, action, science-fiction, comédie
- Durée : 144 minutes
- Dates de sortie[13] :
  - Belgique, France : 14 juin 2023
  - États-Unis, Québec[14] : 16 juin 2023
- Classification :
  - États-Unis : PG-13 (les enfants de moins de 13 ans doivent être accompagnées d'un adulte)

## Distribution
- Ezra Miller (VF : Gauthier Battoue ; VQ : Louis-Philippe Berthiaume) : Barry Allen / Flash /Dark Flash
  - Ian Loh (VF : Cécile Gatto) : Barry Allen, enfant
- Sasha Calle (VF : Kelly Marot ; VQ : Célia Gouin-Arsenault) : Kara Zor-El / Supergirl
- Michael Keaton (VF : Bernard Lanneau ; VQ : Éric Gaudry) : Bruce Wayne / Batman
- Michael Shannon (VF : Xavier Fagnon ; VQ : Marc-André Bélanger) : le Général Zod
- Maribel Verdú (VF : Ethel Houbiers) : Nora Allen
- Ron Livingston (VF : Guillaume Lebon) : Henry Allen
- Ben Affleck (VF : Boris Rehlinger ; VQ : Pierre Auger) : Bruce Wayne / Batman (non crédité)
- Kiersey Clemons (VF : Ludivine Maffren) : Iris West
- Jeremy Irons (VF : Edgar Givry ; VQ : Frédéric Desager) : Alfred Pennyworth
- Antje Traue : Faora-Ul
- Gal Gadot (VF : Ingrid Donnadieu ; VQ : Lynda Thalie) : Diana Prince / Wonder Woman
- Saoirse-Monica Jackson (VF : Camille Donda) : Patty Spivot
- Rudy Mancuso (VF : Brice Ournac) : Albert Desmond
- Sanjeev Bhaskar (VF : Marc Perez) : David Singh
- Luke Brandon Field : Alberto Falcone
- Kieran Hodgson (VF : Alexis Tomassian) : l'employé de la sandwicherie
- Temuera Morrison (VF : Serge Biavan ; VQ : Manuel Tadros) : Thomas « Tom » Curry (caméo)
- Henry Cavill : Clark Kent / Kal-El / Superman (caméo, images d'archives,  non crédité)
- Christopher Reeve : Clark Kent / Kal-El / Superman (caméo, deepfake et images d'archives,  non crédité)
- George Reeves : Clark Kent / Kal-El / Superman (caméo, images d'archives,  non crédité)
- Adam West : Bruce Wayne / Batman (caméo, images d'archives,  non crédité)
- Burt Ward : Dick Grayson / Robin (caméo, images d'archives,  non crédité)
- Cesar Romero : Le Joker (caméo, images d'archives,  non crédité)
- Eartha Kitt : Catwoman (ou « la Femme Chat ») (caméo vocal,  non crédité)
- Jack Nicholson : Jack Napier / Le Joker (caméo vocal, non crédité)
- Nicolas Cage : Clark Kent / Kal-El / Superman (caméo, non crédité)
- Helen Slater : Kara Zor-El / Linda Lee / Supergirl (caméo, non crédité)
- Andrés Muschietti : le passant qui se fait voler un hot-dog (caméo)
- Nikolaj Coster-Waldau : le passant qui se fait voler sa pizza (caméo)
- George Clooney (VF : Samuel Labarthe ; VQ : Daniel Picard) : Bruce Wayne (caméo, non crédité)
- Jason Ballantine : Jay Garrick / Flash (caméo, non crédité)
- Jai Courtney : Digger Harkness / Captain Boomerang (caméo, CGI images d'archives,  non crédité)
- Jason Momoa (VF : Xavier Fagnon ; VQ : Louis-Philippe Dandenault) : Arthur Curry / Aquaman (scène post-générique, non crédité)
- Eric Stoltz : Marty McFly (caméo, non crédité)

 Source et légende : version française (VF) sur RS Doublage et selon le carton du doublage français cinématographique.

## Production

### Genèse et développement

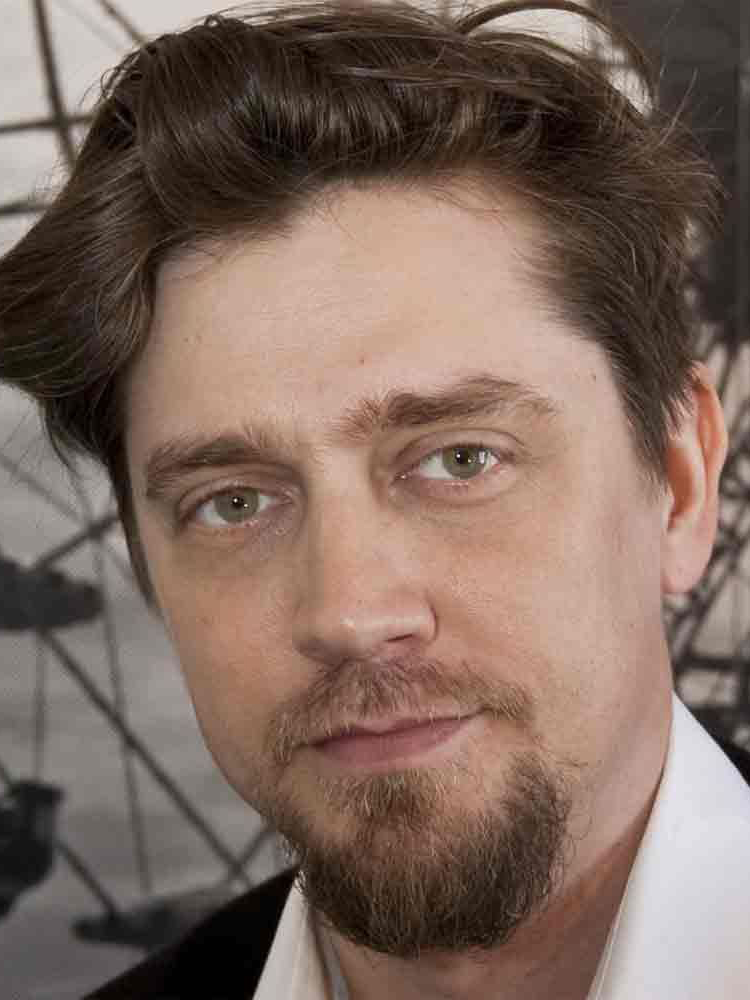
Le réalisateur Andrés Muschietti.

Le projet d'un film sur Flash remonte aux années 1980, lorsque Warner Bros. charge Jeph Loeb d'écrire un script. Mais le projet ne se concrétise pas. En 2004, le studio engage cette fois David S. Goyer pour écrire, réaliser et produire le film. Il avait impressionné la Warner pour son travail sur Batman Begins (2005). Le cinéaste contacte alors Ryan Reynolds pour incarner Barry Allen / Flash, après l'avoir dirigé dans Blade: Trinity (2004). Finalement en février 2007, David S. Goyer, en désaccord avec le studio, quitte le projet,. Shawn Levy est engagé comme réalisateur et le script est cette fois écrit par Chris Brancato, qui reprend des éléments de David S. Goyer,. Après le départ de ce dernier, Warner Bros. développe un film sur la Ligue de justice d'Amérique, Justice League: Mortal. En septembre 2007, George Miller signe comme réalisateur de Justice League: Mortal. Adam Brody est ensuite choisi pour incarner Flash. Ce film doit être le premier d'une nouvelle franchise mettant en scène plusieurs personnages DC Comics sur plusieurs films. Le projet d'un film solo sur Flash reste en développement, mais le réalisateur Shawn Levy quitte finalement le navire pour aller mettre en scène La Nuit au musée 2 (2009). David Dobkin rejoint alors le projet pour le remplacer. L'idée est alors de faire un film sur Wally West. Craig Wright est ensuite engagé pour écrire le script. Cependant, tout est remis en cause lorsque Warner Bros. annule Justice League: Mortal en 2008. Le projet est en effet rendu compliqué par la grève de la Writers Guild of America de 2007 et les résultats au box-office décevants de Superman Returns. En juillet 2009, Charles Roven rejoint la production de Flash et développe une intrigue avec Dan Mazeau. Charles Roven avouera, plus tard, que le studio n'était pas assez confiant sur le script pour valider enfin le film. En juin 2010, les scénaristes de Green Lantern (2011) — Greg Berlanti, Michael Green et Marc Guggenheim — sont chargés d'écrire un nouveau script, à nouveau centré sur Barry Allen. En juillet 2013, une sortie pour 2016 est évoquée.
En 2014, Warner Bros. annonce que The Flash sortira en mars 2018 et qu'il fera partie de l'univers cinématographique DC. Ezra Miller est choisi pour incarner Barry Allen. L'acteur apparaitra avant en caméo dans Batman v Superman : L'Aube de la justice et Suicide Squad (2016) avant un rôle plus important dans Justice League (2017). En avril 2015, Phil Lord et Chris Miller sont engagés comme scénaristes. Seth Grahame-Smith est ensuite annoncé comme réalisateur et pour retravailler la version de Phil Lord et Chris Miller. Phil Lord et Chris Miller avaient un temps envisagé de réaliser le film, mais ils préfèrent finalement le projet Solo: A Star Wars Story (2018). Seth Grahame-Smith quitte ensuite le poste de réalisateur en avril 2016, pour divergences artistiques, même si Warner Bros. conserve son travail sur le script. En juin 2016, Warner Bros. engage Rick Famuyiwa comme réalisateur. Peu après, Kiersey Clemons est choisie pour le rôle de Iris West, alors que Rita Ora et Lucy Boynton étaient envisagées,.
En août 2016, Ray Fisher est annoncé dans le rôle de Cyborg. Billy Crudup est ensuite évoqué pour le rôle de Henry Allen. Cependant, en octobre 2016, le film perd à nouveau son réalisateur avec le départ de Rick Famuyiwa, toujours pour des divergences avec le studio. En janvier 2017, Joby Harold est engagé pour des réécritures de script. Plusieurs réalisateurs sont ensuite évoqués pour reprendre le projet, notamment Robert Zemeckis et Matthew Vaughn. Sam Raimi, Marc Webb ou encore Jordan Peele auraient, quant à eux, refusé,.
Lors du San Diego Comic-Con en 2017, le film est annoncé sous le titre Flashpoint, d'après le comics du même nom, publié en 2011. Dan Mazeau est alors toujours au travail sur le script. Quelques mois plus tard, Gal Gadot est annoncée pour reprendre son rôle de Wonder Woman. Alors que la présence de Thomas Wayne est évoquée, l'acteur Jeffrey Dean Morgan exprime son envie de reprendre le rôle, après Batman v Superman : L'Aube de la justice.
En mars 2018, John Francis Daley et Jonathan Goldstein sont officialisés comme réalisateurs et scénaristes. Le studio avait avant cela envisagé Ben Affleck comme réalisateur après le refus de Robert Zemeckis. Quelque temps plus tard, le concept de Flashpoint est abandonné. Le tournage du film est cependant annoncé pour juillet 2018. Finalement, la date de février 2019 est annoncée, pour une sortie prévue en 2020. En octobre, la sortie est repoussée à 2021.
En mars 2019, John Francis Daley et Jonathan Goldstein quittent eux aussi le projet, en raison de désaccords avec le studio. L'acteur Ezra Miller commence alors à écrire lui-même un nouveau script avec Grant Morrison, plus sombre que le précédent script de John Francis Daley et Jonathan Goldstein. Finalement, Andrés Muschietti et Christina Hodson rejoignent ensuite le projet, respectivement comme réalisateur et scénariste. Le début du tournage est alors annoncé pour 2021. En janvier 2020, Andrés Muschietti révèle que le scénario inclura des éléments du comics Flashpoint.
Le film est vu comme un cas de Development Hell (en) de par sa longue période de pré-production et de remaniements. Un insider d'Hollywood révéle qu'au moins 45 scénaristes ou script doctors étaient impliqués à différentes étapes pour The Flash.

### Attribution des rôles

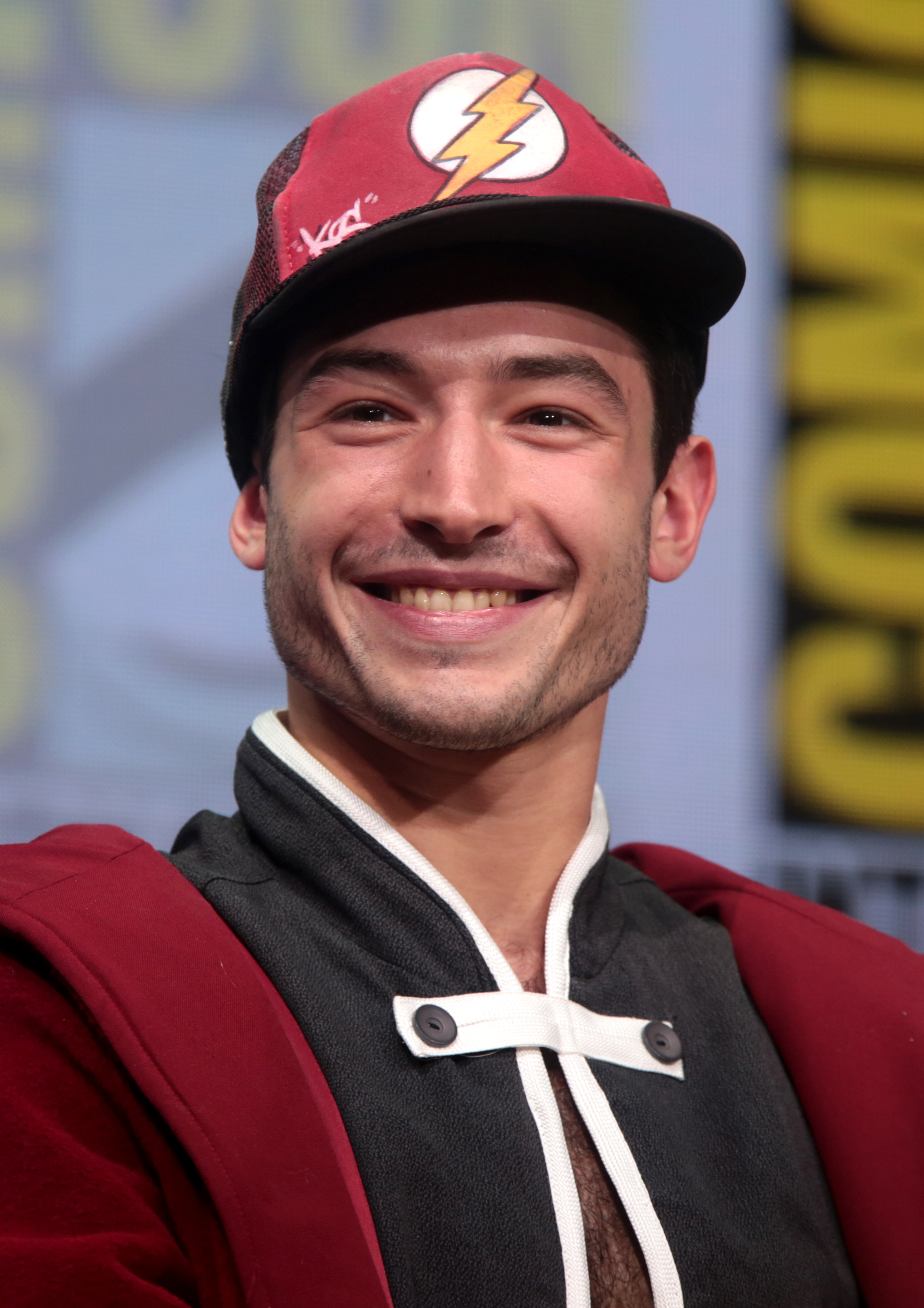
Ezra Miller, ici au San Diego Comic-Con, en 2017.

En juin 2020, Michael Keaton est annoncé pour reprendre le rôle de Batman qu'il tenait dans les films Batman (1989) et Batman : Le Défi (1992). Il doit incarner le Batman d'un univers alternatif. Sa présence est officialisée en août 2020. La présence de Ben Affleck, qui incarne Batman dans l'univers cinématographique DC, est également confirmée.
En janvier 2021, la présence de Cyborg est finalement supprimée du script, en raison d'un conflit entre son interprète Ray Fisher et le studio après des évènements liés à l'arrivée de Joss Whedon sur le tournage de Justice League (2017). En mars 2021, Kiersey Clemons signe officiellement pour incarner Iris West, alors que son caméo avait été supprimé de la version cinématographique de Justice League (2017), mais ensuite réintégré dans la version Zack Snyder's Justice League (2021). L'actrice espagnole Maribel Verdú est ensuite choisie pour incarner la mère de Barry Allen, Nora Allen. Cependant, Billy Crudup ne peut reprendre son rôle de Henry Allen car il est trop occupé par le tournage de la série The Morning Show. Ron Livingston est ensuite annoncé pour le remplacer. Saoirse-Monica Jackson et Rudy Mancuso rejoignent eux aussi la distribution.
L'acteur Grant Gustin serait en pourparlers de reprendre son rôle de Flash de la série télévisée du même nom dans le film.
Ray Fisher, très déçu de ne pas jouer dans le film, annonce qu'il reprendra son rôle de Cyborg seulement si le studio et Walter Hamada (président de DC Films) s'excusent.
Interviewée par Screen Rant, en février 2021, Michelle Pfeiffer s'est dite intéressée à l'idée de reprendre le rôle de Catwoman qu'elle tenait dans Batman : Le Défi (1992) : « Je le ferais si quelqu'un me le demandait, mais personne ne me l'a encore demandé ».
L'acteur australien Jai Courtney, dans une interview pour Jimmy Fallon, en août 2021, s'est dit qu'il serait intéressé à reprendre son rôle de Captain Boomerang dans le film, rôle qu'il a tenu dans Suicide Squad en 2016 et en 2021, sur The Suicide Squad : « Faisons-le, allez-y, allons-y. Donnez aux gens ce qu'ils veulent. Absolument. Écoutez, je disais, un Boomerang revient toujours. Maintenant, je pense qu'il y a plein d'opportunités avec lui. Nous pourrions tout faire. Série télévisée, spin-off. Apparaître dans The Flash. Warner Bros. est là-bas, ils savent ce qui se passe ».
En décembre 2021, il est révélé que Michael Shannon et Antje Traue reprendront leurs rôles respectifs de Man of Steel : Général Zod et Faora Hu-Ul.
Quelques semaines avant la sortie du film, des rumeurs annonçaient que l’acteur Teddy Sears ferait une apparition en tant que Jay Garrick. Le comédien, qui avait incarné Zoom dans la série The Flash, a démenti l’information peu après la sortie du film.

### Tournage

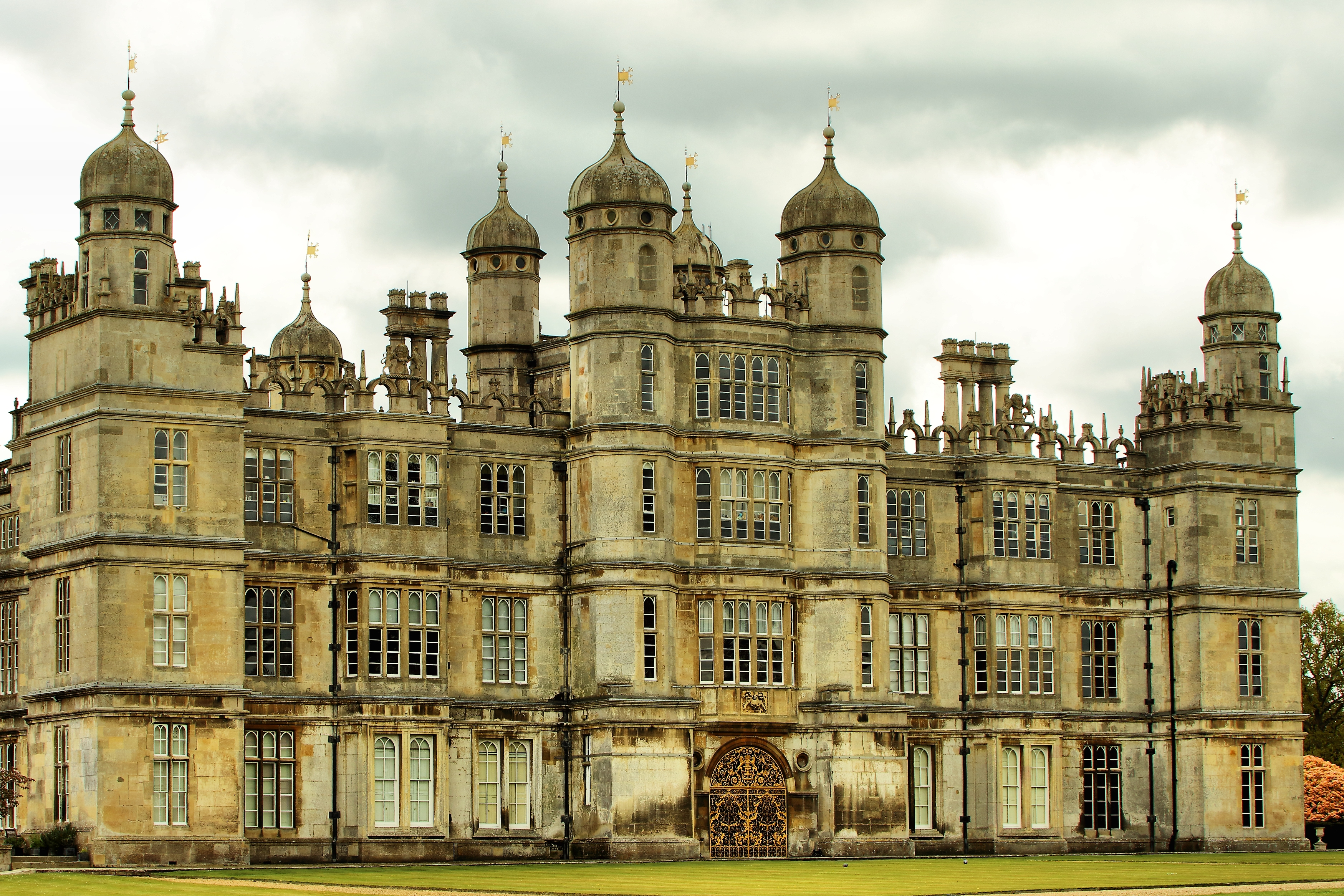
La Burghley House sert de décor au manoir Wayne.

Le tournage débute le 19 avril 2021 à Londres. Le réalisateur annonce sur les réseaux sociaux le premier jour de tournage et dévoile par la même occasion le logo officiel du film. Les prises de vues auront également lieu aux Warner Bros. Studios Leavesden. Début mai 2021, des photographies du tournage révèlent que la production utilise la Burghley House dans le Lincolnshire comme décor pour le manoir du Bruce Wayne « alternatif » incarné par Michael Keaton. En juin, les tournages reprendront à Édimbourg (pour recréer Gotham City) et à Glasgow, pour des scènes flash-back avec Ben Affleck et Michael Keaton.

### Musique
La musique du film est composée par Benjamin Wallfisch. Il avait déjà travaillé avec Andrés Muschietti pour Ça (2017) et Ça : Chapitre 2 (2019), ainsi que sur un autre film de l'univers cinématographique DC, Shazam! (2019).

## Sortie et accueil

### Dates de sortie
En raison des nombreux changements de scénaristes et réalisateurs, la date de sortie de The Flash a été très souvent modifiée. Le film devait initialement sortir en 2016 aux États-Unis, puis le 23 mars 2018, puis le 16 mars 2018, date finalement prise par Tomb Raider (2018). La sortie est ensuite annoncée pour 2020, puis 2021,. Avec l'officialisation d'Andrès Muschietti comme réalisateur, la date du 1er juillet 2021 est annoncée, puis celle du 3 juin 2022. En raison de la pandémie de Covid-19, le planning du studio est modifié et The Flash est alors repoussé au 4 novembre 2022. En mars 2022, la sortie est de nouveau repoussée au 23 juin 2023, permettant ainsi des réécritures de scénario et donc des reshoots durant l'été 2022-automne 2022.

### Accueil critique
En France, le site Allociné donne la note de 2,5⁄5, après avoir recensé 26 critiques de presse.
Pour Eklecty-City « Malgré ses imperfections, The Flash n’est pas le désastre annoncé. [...] Ezra Miller livre une performance remarquable [...] Toutefois, The Flash pâtit de plusieurs faiblesses, comme une intrigue confuse et désordonnée, des effets visuels décevants, des caméos maladroits et des acteurs mal exploités. »
Pour le site Ecran Large, The Flash est « un objet de pop culture vertigineux, qui semble raconter voire célébrer le chaos de l'industrie des super-héros dans une espèce de fête foraine kamikaze. »

### Box-office
| Pays ou région | Box-office        | Date d'arrêt du box-office | Nombre de semaines |
| -------------- | ----------------- | -------------------------- | ------------------ |
| États-Unis     | 108 133 313 $     | fini                       | 9                  |
| France         | 857 197 entrées   | fini                       | 6                  |
| Brésil         | 1 857 306 entrées | en cours                   | 5                  |
| Total mondial  | 270 633 313 $     | fini                       | 5                  |

En France, lors de la première semaine d'exploitation, The Flash a réuni près de 400 000 spectateurs dans les salles obscures.
Aux États-Unis, les chiffres sont plus alarmants pour son démarrage. Lors de son premier week-end d'exploitation, The Flash a récolté plus environ 55 millions de dollars au box-office américain. Des chiffres en dessous des prévisions de DC qui espérait atteindre la barre de 70 millions de dollars.
The Flash est considéré comme un flop et devrait faire perdre 200 millions $ au studio. Le box-office n'atteint que 270 millions $, assez loin pour compenser le budget du film, incluant le marketing et les reshoots.